# (14062) Cremaschini
(14062) Cremaschini est un astéroïde de la ceinture principale.

## Description
(14062) Cremaschini est un astéroïde de la ceinture principale. Il fut découvert le 14 février 1996 à Cima Ekar par Maura Tombelli et Ulisse Munari. Il présente une orbite caractérisée par un demi-grand axe de 2,43 UA, une excentricité de 0,13 et une inclinaison de 2,7° par rapport à l'écliptique.

## Compléments